# Sólyi papírmalom
A sólyi papírmalom egy 18. századi papírmalom romja Veszprém vármegyében, Sóly község határában.

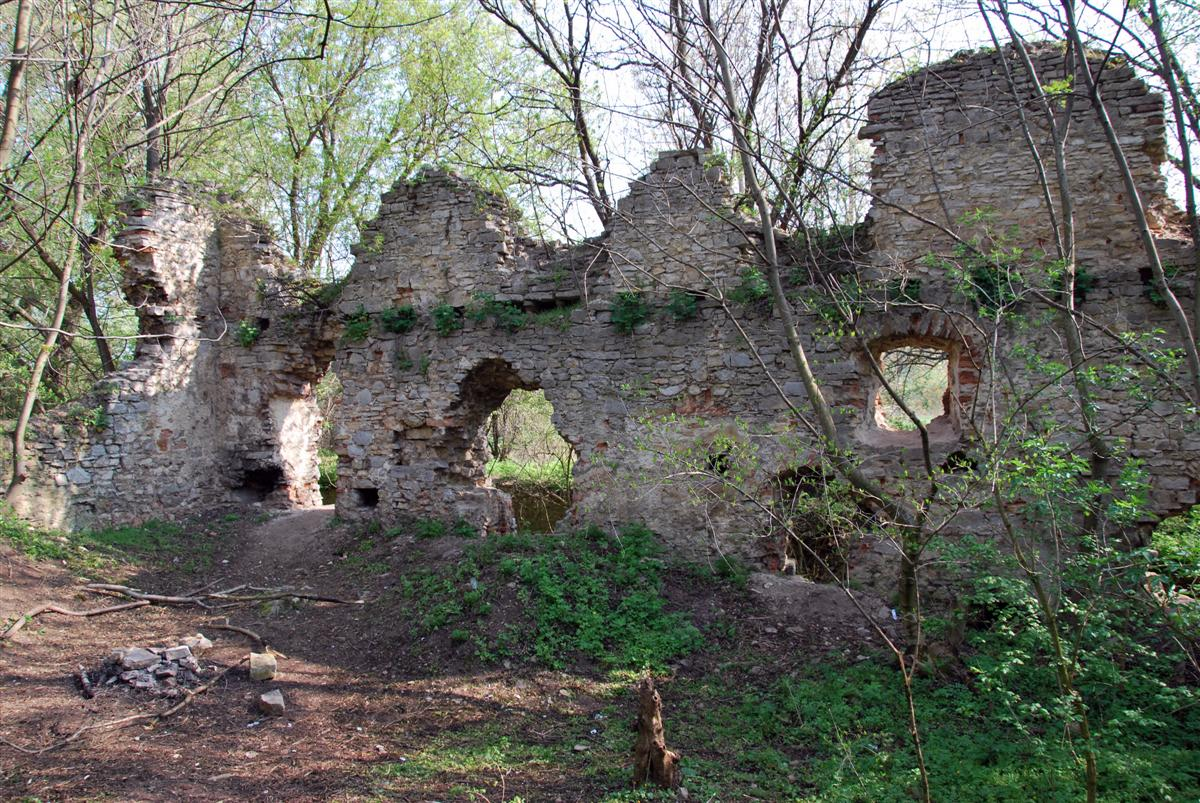
A sólyi papírmalom romja

## Fekvése
A sólyi papírmalom romjait a falutól pár száz méterre északkeleti irányban találjuk, a Séd-patak partján.

## A papírmalom története
A zirci cisztercita apátság az 1780-as években határozta el, hogy a hozzá tartozó Sóly területén papírmalmot kíván létesíteni; a létesítményben a papírgyártás 1790. április 7-én indult meg. Több mint 60 féle vízjellel ellátott papírt gyártottak itt, főként az egyházi intézmények és állami hivatalok papírigényét kielégítve.
A papírmalmot bérlők, többségében német vagy holland ajkú szakemberek működtették. A papírmalom ismert bérlői az alábbiak voltak:
- 1789-1799: Joseph Politzer
- 1804-1806: Anton (?) Gebhardt
- 1806-1808: Ludwig Keller (Köhler)
- 1809-1811: Franz Gebhardt
- 1811-1813: Ignatz Gebhardt
- 1814: Ludwig Keller
- 1815-1821: Marianna (Jákovits) Kellerin [Koller Anna Mária]
- 1821-1825: Flórián Ignác
- 1825-1828: Gotfried (Gaspar) Attorf/Atdorf
- 1828-1837: Johannes Haas (Nyúl János)
- 1837-1840: Elisabeth Wald, Haasin
- 1840-1851: Joseph Haas

Idővel, a papírgyártás gépesítésével a sólyi papírmalom lassanként elavulttá vált, majd 1851-ben le is állt a termelése. 1920 környékén vízerőművet terveztek létesíteni a papírmalom épületében, de a terv nem valósult meg. A második világháborúban találatok érték, azt követően nem építették újjá. Épülete ma romos, a patak felőli fala még az emelet szintjéig áll, ám másutt csupán a falak nyomai láthatók.